# Соловей Володимир Сергійович
Володимир Сергійович Соловей (1922—1948) — Герой Радянського Союзу.
Народився в 1922 року у с. Велика Кісниця Ямпільського району Вінницької області. Українець. Член КПРС із 1943 р. У Радянській Армії з 1940 р. Учасник Німецько-радянської війни з 1942 р. Воював на 1-му Білоруському фронті.
За зразкове виконання бойових завдань командування на фронті боротьби з німецько-фашистськими загарбниками і виявлені при цьому відвагу і геройство Указом Президії Верховної Ради СРСР від 24 березня 1945 р. командирові 509-го окремого саперного батальйону 331-й ОСКД майорові Соловею Володимиру Сергійовичу присвоєно звання Героя Радянського Союзу. Нагороджений орденом Леніна, орденом Вітчизняної війни II ступеня, медалями. Учасник Параду Перемоги в Москві.
Помер у 1948 р. Похований у Москві.